# Pawlo Jantschuk
Pawlo Jantschuk (ukrainisch Павло Янчук; * 12. Juli 1986 in Kiew) ist ein ukrainischer ehemaliger Fußballspieler.

## Karriere
Jantschuk begann seine Karriere bei Dynamo Kiew. Zur Saison 2006/07 wechselte er zum FC Argeș Pitești. Im Januar 2008 wechselte er zum FC St. Pauli, erhielt dort jedoch keinen neuen Vertrag zur Saison 2008/2009. Anschließend war er ein halbes Jahr ohne Verein, ehe ihn Anfang 2009 der rumänische Zweitligist CF Liberty Oradea verpflichtete. Für die Rückrunde 2009/10 wurde er ein halbes Jahr an Honvéd Budapest ausgeliehen. Nach sechs Einsätzen kehrte er nach Salonta zurück, da ihn im Sommer 2010 an Ligakonkurrent FC Bihor Oradea transferierte. Nach drei Einsätzen wurde sein Vertrag wieder aufgelöst. Jantschuk blieb ein Jahr ohne Verein, ehe ihn der FC Tiraspol Anfang 2012 nach Moldawien holte. Danach fand er keinen Verein mehr und beendete seine Laufbahn.